# Latinerkriege

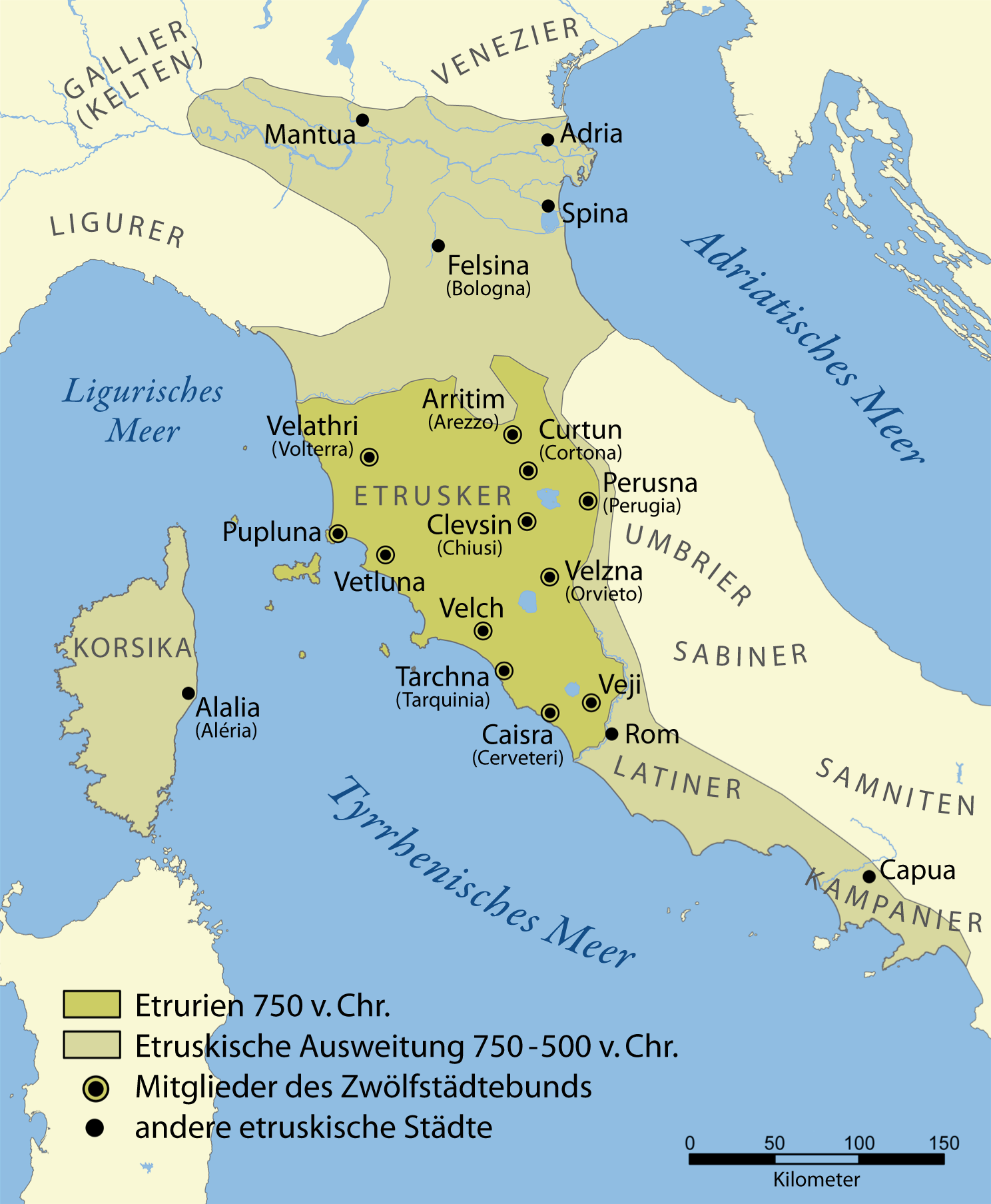
Mittelitalien um 500 v. Chr.

Unter dem Begriff Latinerkriege versteht man zwei kriegerische Konflikte zwischen der
Römischen Republik einerseits und einem Bund latinischer Städte andererseits. Beide Konflikte endeten zugunsten Roms, wodurch dieses seinen Einfluss und sein Territorium auf der Apenninen-Halbinsel ausdehnen konnte. Damit legte es einen wesentlichen Grundstein zur Errichtung des Römischen Reiches.

## Erster Latinerkrieg (um 498–493 v. Chr.)
Der Latinerbund war ein Bündnis von etwa 30 Städten, Dörfern und Stämmen auf der Apenninen-Halbinsel, das im 6. Jahrhundert v. Chr. gegründet wurde. Um das Jahr 498 v. Chr. geriet das Bündnis mit der Römischen Republik in einen Krieg, in dem es wahrscheinlich darum ging, die Vormachtstellung der Stadt Rom aufzuheben. Die Kriegshandlungen bestanden im Wesentlichen in gegenseitigen Raubzügen. Der eigentliche Anlass, der zum Ausbruch der offenen Feindseligkeiten führte, ist nicht überliefert. Lediglich bei Titus Livius findet sich der Hinweis, dass der Regent von Tusculum, Octavius Mamilius,  die Latinerstämme gegen die Römische Republik angestachelt hatte. Ein Sieg des Latinerbundes sollte die Rückkehr seines vertriebenen Schwiegervaters Lucius Tarquinius Superbus nach Rom ermöglichen. Den Höhepunkt der Auseinandersetzung bildete die Schlacht am Regillus Lacus, welche vielleicht auch nur legendär gewesen ist, da es keine gesicherten Augenzeugenberichte gibt. Lediglich die von Livius und von Dionysios überlieferten im homerischen Stil gehaltenen Erzählungen über den Schlachtverlauf sind vorhanden. Es gelten sowohl die Jahre 509 und 496 als auch 493 v. Chr. als mögliches Datum der Schlacht. In ihr besiegte, nach römischer Überlieferung, das römische Heer die Aufgebote der latinischen Städte Lavinium und Tusculum. Daraufhin endete der Krieg mit einem Friedensvertrag (→ Foedus Cassianum), in welchem sich Rom mit dem Latinerbund verbündete. Möglich wäre auch, dass Rom als führendes Mitglied in den Bund aufgenommen wurde. Nähere Bestimmungen des Vertrages regelten die gemeinsame Verteidigung unter einem römischen Feldherrn und die Aufteilung der Beute.

## Zweiter Latinerkrieg (340–338 v. Chr.)
Rom wurde innerhalb des Latinerbundes bald zur Vormacht und bestimmte dessen Politik. Seit 343 v. Chr. befand sich der Stadtstaat mit seinen Bundesgenossen im Ersten Samnitenkrieg, als es unter den Latinern zu Bestrebungen nach mehr Gleichberechtigung und Unabhängigkeit gegenüber Rom kam. Im Jahre 340 v. Chr. forderte eine latinische Delegation die Gründung eines gemeinsamen Staates, in dem die latinischen Bundesgenossen gleichberechtigt am römischen Senat beteiligt werden sollten. Als die Römer dies ablehnten, kam es zum Kriegsausbruch.
Rom beendete schnell den Krieg gegen die Samniten und verbündete sich mit ihnen. Zunächst drangen die Latiner in die Region Samnium ein. Doch bereits im folgenden Jahr 339 v. Chr. erlitten sie in der Schlacht am Vesuv eine Niederlage. Ein Jahr später besiegten die Römer das latinische Heer 338 v. Chr. in der Schlacht von Trifanum. Anschließend ging das römische Heer zur Offensive über und eroberte die einzelnen latinischen Städte, welche teils romanisiert (Erhalt des römischen Bürgerrechtes) und teils zu Kolonien der Stadt wurden. Aus dem eroberten Territorium (ca. 6.000 km²) ging später die Provinz Latium hervor.